# Phoenix Peak
Der Phoenix Peak (englisch, in Argentinien ins Spanische übersetzt Pico Fénix) ist ein 570 m hoher Berg an der Nordenskjöld-Küste des Grahamlands auf der Antarktischen Halbinsel. Er ragt unmittelbar südlich der Muskeg Gap am nördlichen Ende der Sobral-Halbinsel auf.
Vermessungen des Falkland Islands Dependencies Survey aus den Jahren zwischen 1960 und 1961 dienten seiner Kartierung. Das UK Antarctic Place-Names Committee benannte ihn nach der Phoenix Manufacturing Company aus Eau Claire in Wisconsin, die zwischen 1906 und 1907 eines der ersten motorisierten Zugfahrzeuge für den Transport von Gütern über Eis entwickelt hatte.